# Concílio de Constantinopla (394)
O Concílio de Constantinopla foi um concílio realizado na capital imperial bizantina, Constantinopla, em 394 durante o reinado do imperador Arcádio. Teve cerca de 37 participantes, entre os quais Nectário de Constantinopla, Teófilo de Alexandria e Flaviano I de Antioquia, e tinha como objetivo decidir sobre o caso de Begádio de Bostra que havia sido ilegalmente deposto e substituído por Agápio. Tal deposição foi considerada ilegal, pois foi realizada por apenas dois bispos e não por um concílio ou sínodo.